# The Texas Chainsaw Massacre: The Beginning
The Texas Chainsaw Massacre: The Beginning (no Brasil, O Massacre da Serra Elétrica - O Início) é um filme estadunidense de terror produzido em 2006. Sua história se passa antes da refilmagem de 2003, contando o passado do assassino Leatherface (Thomas Hewitt), incluindo a origem de sua famosa máscara de couro humano (retirada de Eric, uma das vítimas no filme), tal qual ele usa nos outros filmes.

## Sinopse
A história mostra um grupo de jovens que cruza os domínios do assassino serial Leatherface e sua família de psicopatas. O filme revela a origem do vilão e mostra sua vida conturbada, repleta de abusos.

## Elenco
- Jordana Brewster como Chrissie
- Taylor Handley como Dean Hill
- Diora Baird como Bailey
- Matt Bomer como Eric Hill
- R. Lee Ermey como Charles Hewitt / Hoyt Sheriff
- Andrew Bryniarski como Thomas Hewitt / Leatherface
- Lee Tergesen como Holden
- Terrence Evans como "Old Monty" Hewitt
- Kathy Lamkin como Senhora do chá
- Marietta Marich como Luda Mae Hewitt
- Allison Marich como Jovem Luda Mae
- Leslie Calkins como Sloane
- Tim deZarn como Supervisor
- Marcus Nelson como Lackey
- Lew Temple como Xerife Winston Hoyt
- Cyia Batten como Alex